# Loch Ness Monster (Busch Gardens Williamsburg)
Pour l’article homonyme, voir Monstre du Loch Ness.
Loch Ness Monster sont des montagnes russes assises du parc Busch Gardens Williamsburg, situé à Williamsburg, en Virginie, aux États-Unis. Ce sont actuellement les seules montagnes russes au monde à posséder des loopings entrelacés.

## Le circuit

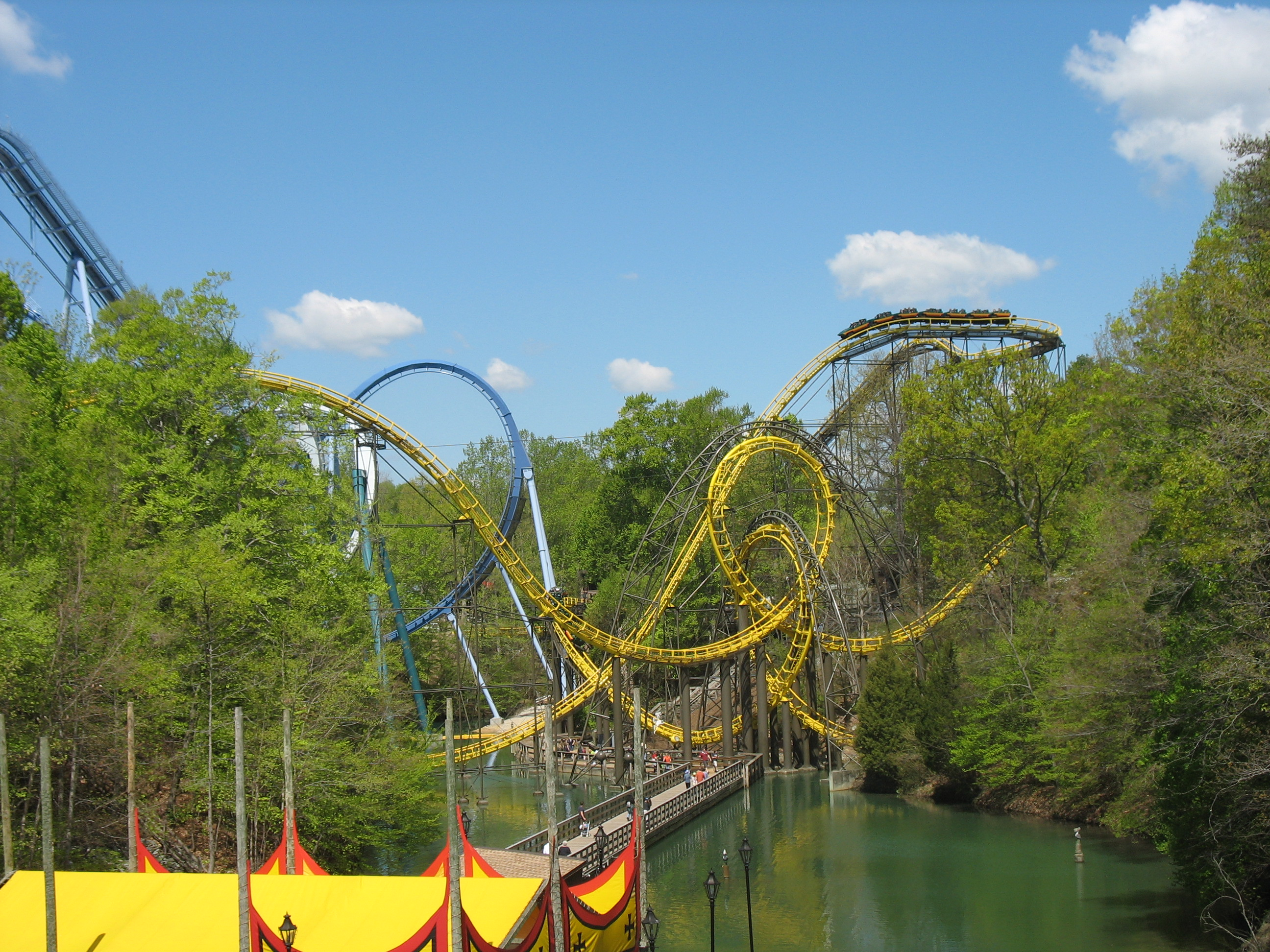
Loch Ness Monster, vue générale

Quand le train commence à bouger, une voix dit : « Thank you, and enjoy your ride on the legendary Loch Ness Monster! » (Merci, et savourez votre tour sur le légendaire Monstre du Loch Ness !). Après avoir quitté la gare, les passagers montent un lift hill d'une hauteur de 39,6 mètres, puis font un petit virage serré et ont une vue sur Apollo's Chariot. Ensuite, ils font une descente de 34,8 mètres au-dessus du Rhin. Après une grande bosse au-dessus du "Land of the Dragons", des freins mènent les passagers dans le premier des deux loopings entrelacés. Après le looping, le train tourne et va dans une zone de freinage et un tunnel, dans lequel le train fait 2,75 tours en cercle. Le tunnel a eu des lumières et des effets spéciaux variés au fil des ans, incluant un dessin illuminé du monstre du Loch Ness. La photo on-ride se trouvait dans ce tunnel, mais elle a été déplacée après le deuxième looping. À la fin du tunnel, des freins ralentissent le train avant qu'il montent un deuxième lift hill, plus petit. Le train fait une large courbe après le lift et descend dans le deuxième looping. Après ça, il monte vers les freins finaux.

## Statistiques
- Loch Ness Monster furent les plus hautes montagnes russes du monde à circuit fermé de 1978 à 1983.
- Force g : 3,5 g
- Éléments : 2 loopings verticaux
- Anecdote : Premières montagnes russes au monde à posséder des loopings entrelacés. Depuis 2003, ce sont les seules au monde.